# Jean-Jacques Debout
Jean-Jacques Debout (Parigi, 9 marzo 1940) è un cantautore e compositore francese.
È sposato dal 1966 con la cantante e attrice Chantal Goya

## Biografia
Jean-Jacques passa l'infanzia a Saint-Mandé con i genitori e le due sorelle minori; Nel 1948, entra come convittore al collegio de Juilly tenuto da sacerdoti oratoriani, e ha per compagni Jean-Paul Goude e Jacques Mesrine. Costantemente respinto in tutte le scuole, il ragazzo si appassiona allora per la musica e canta in un coro. La nonna, collaboratrice della rivista L'Humanité, lo iscrive a un concorso di canto organizzato sulla Place du Tertre. Qui interpreta un classico di Charles Trenet che vi assiste di persona e si complimenta con il giovane per la prestazione. Trenet lo raccomanda al segretario di Raoul Breton e a 17 anni, Jean-Jacques ha un impiego come corriere alle Éditions musicales Raoul Breton.
Nel 1957, si esibisce al Théâtre des Capucines con Micheline Dax e Nicole Croisille nello spettacolo Cocktail sexy ou folie furieuse. Maurice Vidalin et Jacques Datin lo convincono a registrare Les Boutons dorés che hanno scritto per lui, brano ispirato alla sua esperienza di pensionante tra gli orfani di guerra; nel 1959, viene cosìaffermato il successo del cantante, per il quale Charles Aznavour scriverà qualche canzone,
Dopo un'interruzione della carriera, dovuta al servizio militare, aderisce al fenomeno yéyé. Nel 1963 compone (con Eddie Vartan e Johnny Hallyday), la colonna sonora del film D'où viens-tu Johnny? con i successi di Hallyday Pour moi la vie va commencer e Ma guitare; per Sylvie Vartan scrive la canzone Tous mes copains. Lo stesso anno conosce Chantal Goya, giovane star del film di Jean-Luc Godard Il maschio e la femmina alla quale dedica Nos doigts se sont croisés. nel 1964, vince la prima Rose d'or d'Antibes.
Nel 1970, compone le canzoni per La Revue di Roland Petit al Casino de Paris, con Zizi Jeanmaire. Nel 1973, scrive e interpreta Redeviens Virginie. Poi con Chantal Goya, inventa il music-hall per bambini. Nel 1992, Jean-Jacques realizza un sogno, quello di creare la commedia musicale Paul et Virginie al Théâtre de Paris, dove interpreta il ruolo di Bernardin de Saint-Pierre.

## Colonne sonore originali di film
- 1963: D'où viens-tu Johnny?
- 1966: Il maschio e la femmina
- 1969: Bye bye, Barbara
- 1969: À quelques jours près
- 1971: L'amour c'est gai, l'amour c'est triste
- 1979: Le Temps des vacances
- 1983: Les parents ne sont pas simples cette année
- 2001: Absolument fabuleux
- 2004: Michel Strogoff
- 2010: Gigola